# San José Chacayá
San José Chacayá – niewielka miejscowość na południowym zachodzie Gwatemali, w departamencie Sololá. Według danych szacunkowych z 2012 roku liczba mieszkańców wynosiła 1 534 osób. 
San José Chacayá leży około 6 km na zachód od stolicy departamentu – miasta Sololá. Miejscowość leży na wysokości 2334 metrów nad poziomem morza, w górach Sierra Madre de Chiapas, w odległości około 3 km od brzegu jeziora kraterowego Atitlán.

## Gmina San José Chacayá
Miejscowość jest także siedzibą władz gminy o tej samej nazwie, która jest jedną z dziewiętnastu gmin w departamencie. W 2012 roku gmina liczyła 4 615 mieszkańców. Gmina jak na warunki Gwatemali jest bardzo mała, a jej powierzchnia obejmuje 44 km².
Mieszkańcy gminy utrzymują się głównie z uprawy roli z rzemiosła artystycznego. W rolnictwie dominuje uprawa kukurydzy, pszenicy, ziemniaków, bobu i innych warzyw. Rzemieślnicy wyrabiają tkaniny a także miejscowość jest znana z produkcji cegieł suszonych.